# Amfilochia
Amfilochia (tiếng Hy Lạp: ?) là một khu tự quản ở vùng Tây Hy Lạp, Hy Lạp. Khu tự quản Amfilochia có diện tích 1091 km², dân số theo điều tra ngày 18 tháng 3 năm 2001 là 20491 người.